# トゥーリチン
トゥーリチン（ウクライナ語: Тульчин）はウクライナのヴィーンヌィツャ州トゥーリチン地区にある都市。シリヌィーツャ川、トゥリチーナカ川の河岸に位置する。都市の高さは海抜208 mである。面積は9.26 km²。人口は14,446人 (2022年1月1日)。
トゥーリチンは1607年に創建された。1787年に自治権を獲得した。1795年に市制施行された。
市内ではジュラウリーウカ駅がある。首都キエフまでの直線距離は230 kmであるが、鉄道で370 km、車道で359 kmとなっている。州庁所在地までの直線距離は69 km、鉄道で120 km、車道で83 kmとなっている。トゥーリチンの日は、9月の第二の日曜日となっている。